# Inger-Lise Kristoffersen
Inger-Lise Kristoffersen (født 15. September 1949 i Køge) er illustrator og billedkunstner uddannet på Kunsthåndværker Skolen i Kolding fra 1968-1972. 
I 1979  debuterede hun som illustrator til billedbogen "Om at Drømme" skrevet af Inge Bro.  
Inger-Lise Kristoffersen har siden illustreret til børnebøger, holdt workshops og udstillinger i ind- og udland. 
Da Inger-Lise Kristoffersen i 2012 modtog et større arbejdslegat fra Statens Kunstråd begyndte hun at skrive sine egne historier til billedbøger uden ord (på Engelsk a "silent book".) 
"MANDEN, FLUEN OG DET USTYRLIGE PIGEBARN" er Inger-Lise Kristoffersens første grafiske ordløse billedbog af surrealistisk karakter, udgivet på Turbine forlag i Århus og på Cain Forlag i Bogota, Colombia Sydamerika, i 2014, https://cainpress.com/product-category/libros-infantiles/ Arkiveret 17. marts 2022 hos  Wayback Machinehvor Inger-Lise Kristoffersen voksede op som barn. Bogen indeholder 21 s/h grafiske illustrationer skåret i linoleum. 
"PIGEN DER LEDTE EFTER SIN SKYGGE" er Inger-Lise Kristoffersens anden grafisk ordløs billedbog, inspireret fra hendes ophold i Småland Sverige, hvor hun havde lejet et lille hus i udkanten af en skov, hos den engelsk keramiker Carl Cunningham Cole. Billedbogen udkom på Forlaget Uro https://www.forlageturo.dk/produkt/pigen-der-ledte-efter-sin-skygge/og Cain Press i Bogota Colombia i 2019, og indeholder 32 grafiske s/h illustrationer, skåret i linoleum.
Inger-Lise Kristoffersens ordløse bøger vil kunne virke igangsættende for en samtale med børn fra 5 år og op. 
Pigen der ledte efter sin skygge blev i 2021 nomineret til "Silent Books" af selskabet for Børnelitteratur, IBBY Danmark.
https://nummer9.dk/anmeldelser/en-skygge-forlader-sin-ejer/
https://litteratursiden.dk/anmeldelser/pigen-der-ledte-efter-sin-skygge-af-inger-lise-kristoffersen
https://mikrofest.dk/shop/uro/inger-lise-kristoffersen/pigen-der-ledte-efter-sin-skygge/

## Ekstern henvisning
- Inger-Lise Kristoffersens hjemmeside

 Der er for få eller ingen kildehenvisninger i denne artikel, hvilket er et problem. Du kan hjælpe ved at angive troværdige kilder til de påstande, som fremføres i artiklen.